# Paracis rigida
Paracis rigida är en korallart som först beskrevs av Thomson och Simpson 1909.  Paracis rigida ingår i släktet Paracis och familjen Plexauridae. Inga underarter finns listade i Catalogue of Life.